# Jorge Caballero
Jorge Enrique López Caballero (Cali, 15 agosto 1981) è un ex calciatore colombiano, di ruolo centrocampista.